# Pietrapertosa
Pietrapertosa è un comune italiano di 855 abitanti della provincia di Potenza in Basilicata. Posto all'altitudine media di 1088 m s.l.m., è il comune più alto della regione.
Il suo territorio comunale, insieme ai territori dei paesi limitrofi, forma il parco regionale di Gallipoli Cognato Piccole Dolomiti Lucane. Fa parte del club I borghi più belli d'Italia, che comprende quasi 200 località situate lungo tutta la penisola. Nel 2019, la CNN ha inserito Pietrapertosa tra "20 borghi più belli d'Italia".

## Geografia fisica
Il paese è costruito interamente sulla nuda roccia, quasi incastonato in essa, sfruttandone ogni più piccolo anfratto. Si snoda praticamente lungo l'unica strada principale, fino ai piedi dell'antico castello risalente all'epoca della dominazione romana. Tale fortificazione è dominata da un arco naturale che un tempo era luogo di vedetta presidiato da sentinelle.
Elementi connotativi non solo di questo luogo, ma anche di tutta l'area del parco sono le opere di incanalamento delle acque meteoriche (scavate nella roccia viva), presenti sul basamento roccioso, ed i gradini scavati nel masso, che, pur essendo consumati dal tempo e dai turisti (essi portano infatti alla sommità dell'arco naturale), rimangono comunque una preziosità in tutto l'ambiente circostante.

## Storia
L'antico nome della città, ovvero "Pietraperciata" (che significa pietra forata) era stato dato per via della presenza del foro in una grande rupe, visibile dalla città. La data di costruzione della città è incerta, le teorie più accreditate danno nell'VIII secolo a.C. la sua fondazione ad opera dei Pelasgi, mentre stavano attraversando l'Italia meridionale. I Pelasgi costruirono le loro dimore nella parte bassa del paese, al fine di proteggersi da eventuali attacchi nemici e innalzarono fortificazioni sulle rocce.
Ai Pelasgi si sostituirono i Greci, giunti dalla costa ionica, i quali si spinsero verso l'interno portando le loro merci e i loro manufatti. Tracce della presenza ellenica sono testimoniate dalla forma ad anfiteatro di Pietrapertosa e nel nome di alcune località come "La costa di Diana". Successivamente nel territorio si stanziarono i Romani, che resero Pietrapertosa il loro Oppidum costruendovi una fortezza, ove attualmente si erge la chiesa di San Francesco.
Durante le invasioni barbariche fu occupata dai Goti e poi dai Longobardi, che inclusero Pietrapertosa nel gastaldato di Acerenza. Passò in seguito sotto la dominazione bizantina da parte del signore saraceno Bomar. Fu proprio sotto la dominanza dei Saraceni che Pietrapertosa vide la costruzione delle sue parti più caratteristiche. La discesa Normanna-Sveva, vide il paese diventare uno dei più importanti centri strategici della Lucania data la sua posizione dominante della collina sottostante, partecipò alla rivolta ghibellina contro il Papa nel 1268.
In epoca angioina divenne feudo di Guglielmo Tournespè nel 1269, per poi passare sotto altri feudatari come Pietro de Burbura (1278) e Giovanni Borbone (1280). Con l'arrivo degli aragonesi, Pietrapertosa divenne possedimento dei Gozzuti, dei Grappini e dei Diazcarlon, conti di Alife. Nel XVI secolo, passò ai Carafa, agli Aprano, ai Campolongo, ai De Leonardis, ai Suardi, ai Iubero ed infine ai Sifola di Trani.
Nel giugno del 1647 il popolo pietrapertosano partecipò alla rivolta contro le gabelle imposte dai signori del luogo, rivolta che fu però duramente repressa: alcuni dei rivoltosi, per sfuggire alle pene, soprattutto tra i più poveri, furono costretti ad allontanarsi dal proprio paese, venendo dichiarati banditi in caso di fuga senza previo pagamento dei tributi dovuti. I fuggitivi furono così forzati a darsi alla macchia, vivendo di saccheggi e ruberie. Anche molti monaci di campagna, che collaboravano con i banditi, dovettero abbandonare il paese. Tra questi banditi è da menzionare Scalandrone, un contadino di Pietrapertosa, che operava nella valle del Basento.
Nell'Ottocento, durante la dominazione francese di Gioacchino Murat, Pietrapertosa fu un centro relativamente liberale, governato da un consiglio comunale, un decurionato, un sindaco e una guardia urbana per l'ordine pubblico, tutti nominati dal sovrano. In seguito la popolazione partecipò ai moti antiborbonici del 1820 e del 1848. Nel 1860 alcuni pietrapertosani si unirono alla spedizione dei mille e, subito dopo, il paese fu coinvolto nel fenomeno del brigantaggio postunitario.
Agli inizi del novecento Pietrapertosa, come altri centri lucani, subì un notevole spopolamento per via della malaria e dell'emigrazione verso le Americhe.

## Monumenti e luoghi d'interesse

### Architetture religiose

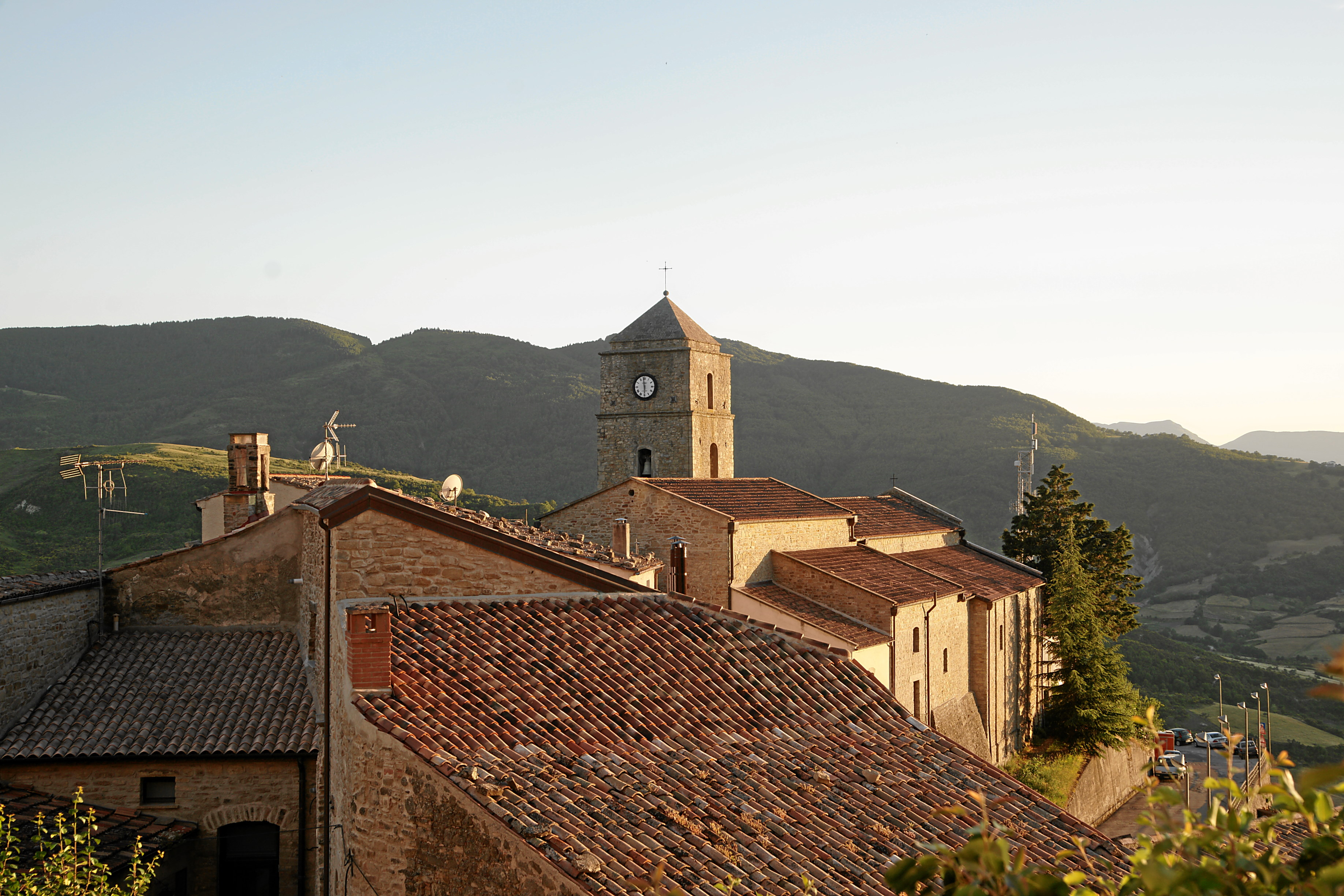
Chiesa Madre di San Giacomo

Chiesa Madre di San Giacomo MaggioreÈ stata costruita durante il Basso Medioevo, nel 1400 circa. L'originario impianto romanico si è conservato integro, soprattutto nell'aspetto massiccio delle strutture murarie che, con i restauri più recenti, sono state riportate allo stato di pietra a vista, in modo da restituire alla chiesa l'antica solennità medievale. Inoltre, numerosi altri elementi caratterizzano lo stile romanico puro, rimasto inalterato nel tempo: la imponente mole del campanile, scandito da cinque ordini di cornici marcapiano aggettanti, e attraversato alla base da un grande arcone sotto cui passa la via Vittorio Emanuele che costeggia la chiesa; la planimetria interna costituita da due sole navate (la terza è stata eliminata con i rimaneggiamenti susseguitisi nel tempo), separate da un ordine di cinque grandi archi; il presbiterio con rialzo; una fonte battesimale interamente in pietra, recuperata nel 1940 a seguito di lavori di scavo per consolidamento, e sistemata sul piccolo sagrato antistate l'entrata principale. All'interno, di notevole pregio artistico ed interesse storico, sono collocati: i quattro affreschi nei pennacchi tra le quattro arcate che sostengono il tetto del presbiterio; un coro ligneo del XVI secolo; una cripta sotterranea; un confessionale in legno del XVIII secolo.

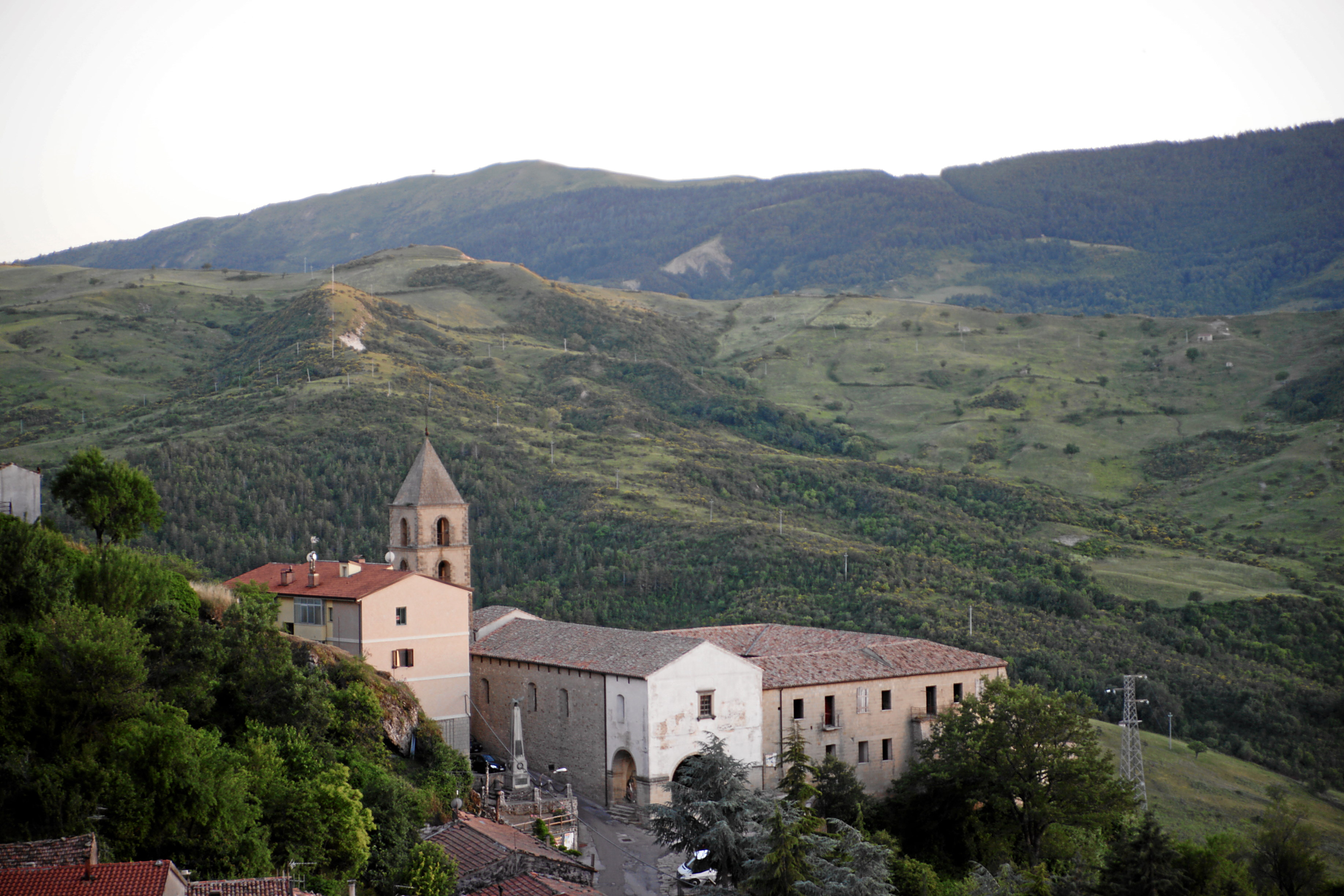
Convento di San Francesco

Convento di San FrancescoFondato nel 1474 dai Frati Minori Osservanti locali; al suo interno è conservato il dipinto Apparizione del Bambino a S. Antonio da Padova realizzato nel 1631 da Giovanni De Gregorio (detto il Pietrafesa), l'Immacolata del 1628 di Filiberto Guma e numerosi affreschi di Giovanni Luce.

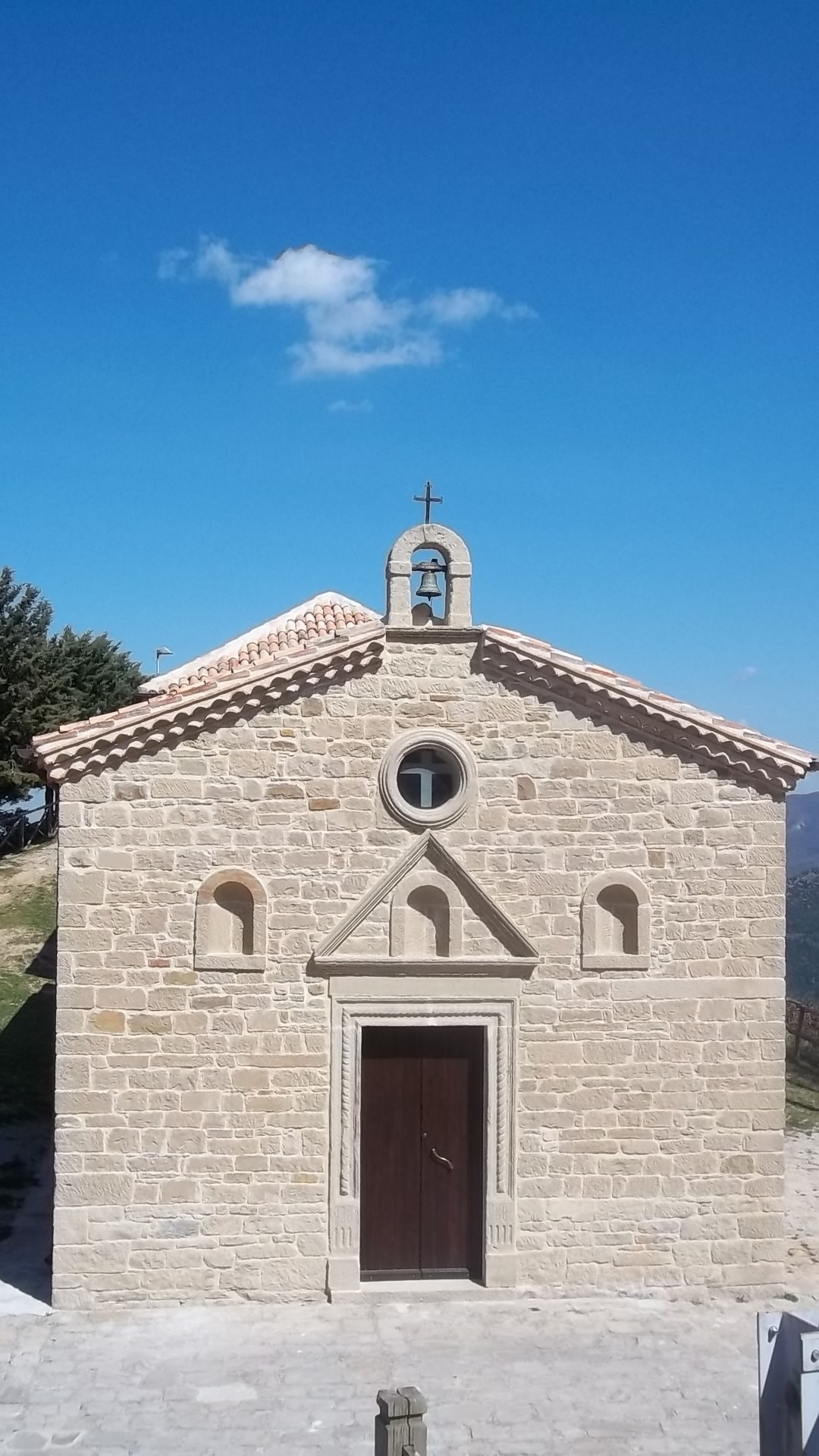
Cappella di San Cataldo

Cappella di San Cataldo: Situata su un'altura, sotto il Castello Normanno - Svevo, quasi all'ingresso dell'abitato. È una piccola chiesa (forse la più antica del paese), eretta probabilmente nel XII secolo, in onore del Santo, la cui venerazione era molto diffusa all'epoca per l'opera di rievangelizzazione di queste regioni dopo la fine della dominazione saracena. San Cataldo era invocato nel Meridione d'Italia anche contro le epidemie. La chiesa è stata ristrutturata ed ampliata all'inizio del '900 ad opera dei maestri scalpellini locali. Anche in questa chiesa sono frequenti i richiami allo stile romanico.
Cappella della Madonna del Rosario
Cappella di S. Rocco
Cappella del Purgatorio

### Architetture civili
L'ArabataÈ il rione più antico di Pietrapertosa. Il suo nome deriva dagli arabi che qui hanno avuto il dominio sul territorio per circa cinquanta anni. Il rione è collocato nella parte più alta del paese ai piedi del castello, su pendici molto scoscese e di difficile accesso, precluso al traffico automobilistico. È costituito da piccole case contadine, appoggiate sulla roccia che affiora di continuo, in un labirinto di stradine tutte in salita e di scalette, con stalle e piccoli orti.
Orologio Solare o Meridiana di PietrapertosaCostruita di recente, è collocata sulla facciata di un edificio scolastico in Piazza Plebiscito. Assume importanza perché sul quadrante è riportato, in forma stilizzata, uno scorcio del vecchio panorama di Pietrapertosa, dove dominava il caratteristico picco roccioso del "Becco della Civetta" (dalla forma di una roccia che sovrastava l'abitato e che riproduceva alla perfezione una civetta con il becco aperto). Una figura simbolica del paese, ormai abbattuta a seguito di un intervento di messa in sicurezza, all'inizio degli anni sessanta del secolo scorso.

### Architetture militari

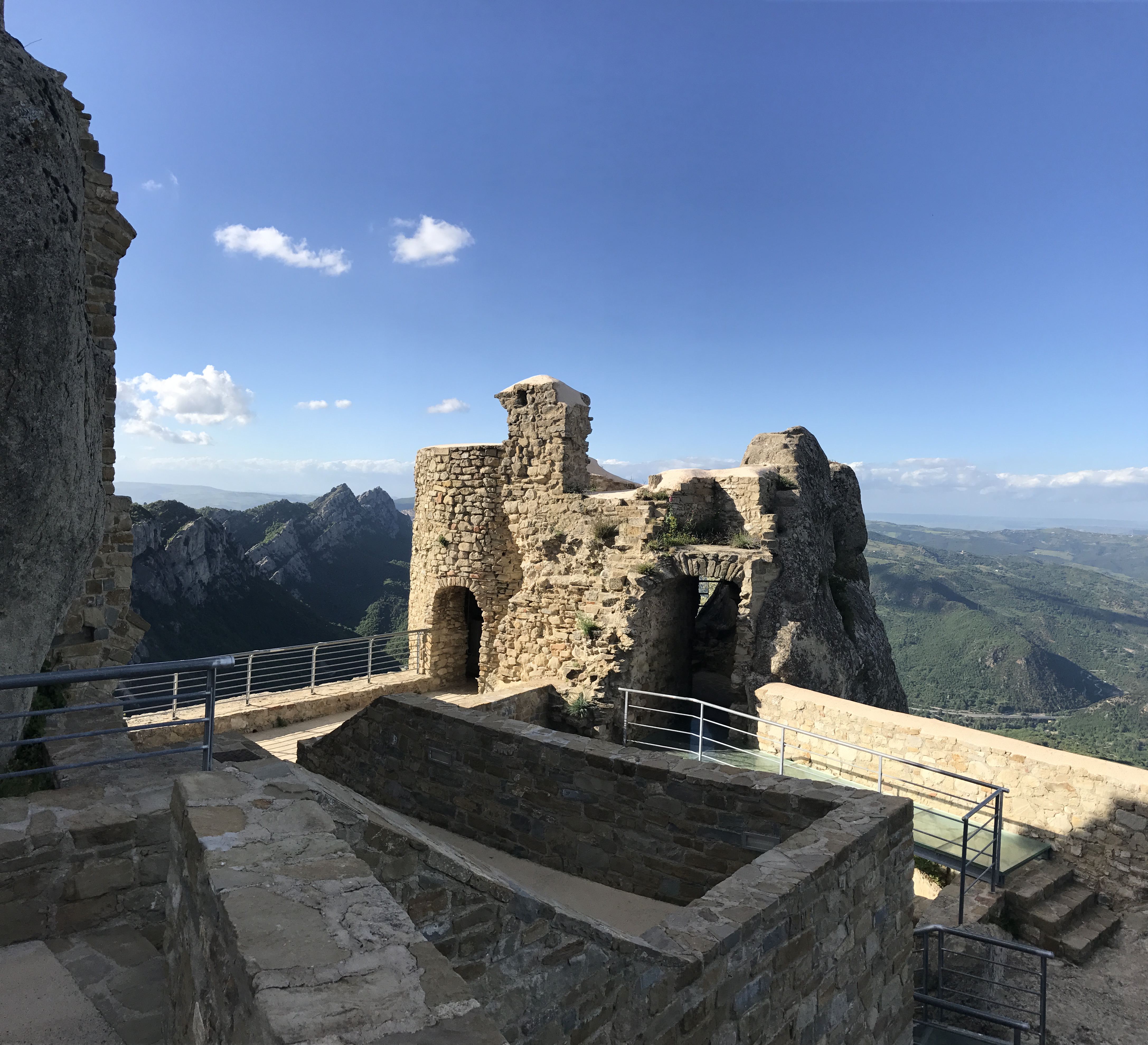
Torre del castello

Castello Normanno-SvevoComplesso fortificato che risale all'epoca romana e che divenne importante all'epoca dei normanni nel IX secolo. È situato sulla cima della roccia cui si aggrappa la parte alta dell'abitato (il quartiere dell'Arabata). Una fortezza naturale che ha sempre favorito la presenza dell'uomo. Il Castello di Pietrapertosa è posto nel punto più alto della Valle del Basento, da cui si può dominare un lungo tratto della vallata (che fino al XVI-XVII secolo costituiva una importante via di comunicazione tra le regioni costiere dei mari Ionio e Tirreno). In ragione di questa posizione il Castello ha avuto sempre una funzione militare di avvistamento. Per questo utilizzo, infatti, in corrispondenza della vetta vi è una postazione di sentinella, coperta da un arco naturale, un foro sulla cima ben visibile anche dal fondo della valle dove si vede svettare questa grande roccia bucata. Il fortilizio fu utilizzato prima dai saraceni guidati da Bomar, e in seguito diventò una roccaforte Normanno - Sveva. Abbandonato nel XVII secolo e ridotto in stato di rudere, il Castello è stato recentemente sistemato con scavi che hanno riportato alla luce locali di servizio ed importanti reperti archeologici che per tanto tempo sono rimasti coperti dai detriti.

## Società

### Evoluzione demografica
Abitanti censiti

### Tradizioni e folclore

#### La festa del Mascio

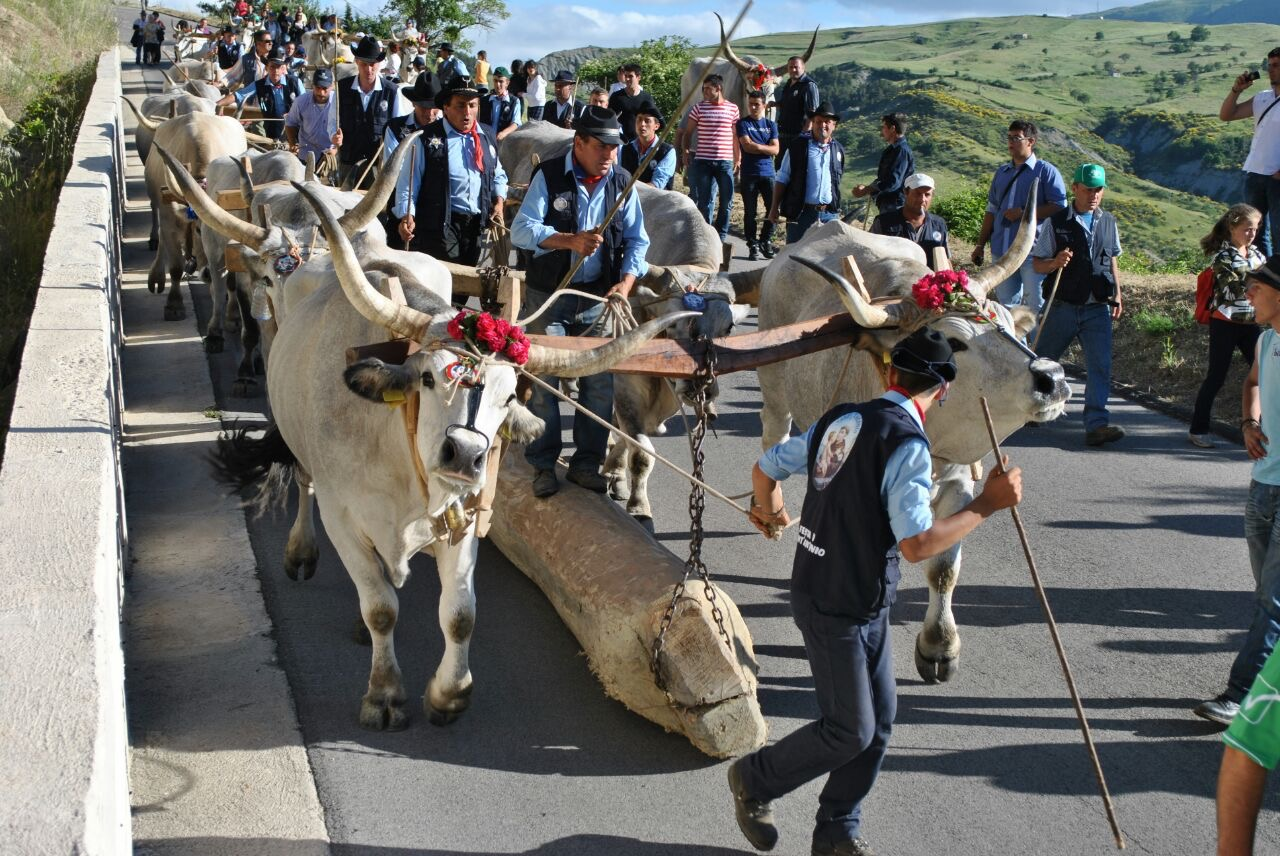
Festa del Mascio

La domenica successiva al 13 Giugno si celebra la festa del "Mascio". Si tratta di un rito arboreo dedicato a Sant'Antonio da Padova, motivo per cui il taglio avviene il 13 Giugno, nel bosco di Montepiano. Si individua uno dei cerri più alti e dritti del bosco, il cui tronco sposerà la cima di un agrifoglio, anch'essa accuratamente scelta. Il taglio dell'albero è un'occasione di ritrovo e si è soliti consumare la pastorale (antica ricetta a base di carne di brodo di ortaggi). Poi i due alberi vengono trasportati con buoi in paese. Il giorno successivo al trasporto vengono innestati l'uno all'altro e innalzati al cielo in una sorta di sposalizio allegorico che congiunge cielo e terra. In mattinata si svolge la processione con la statua di sant'Antonio per le vie del paese, mentre nel pomeriggio ha luogo la scalata dell'albero.

## Cultura

### Cinema e televisione

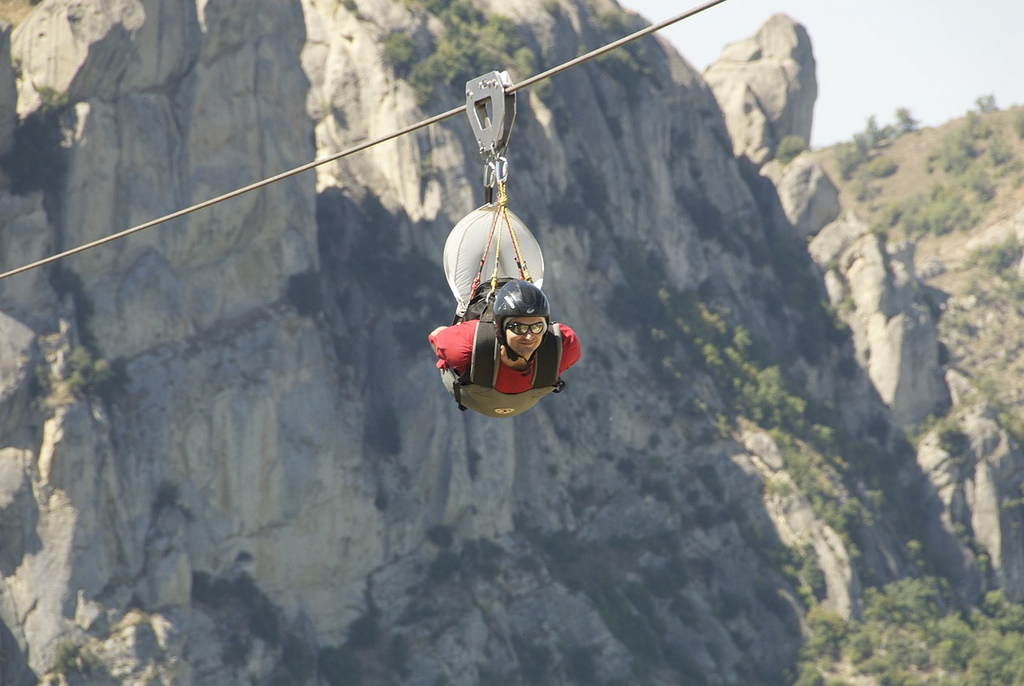
Volo dell'angelo

Pietrapertosa è stata location dei film Un paese quasi perfetto (2016) di Massimo Gaudioso e Moschettieri del re - La penultima missione (2018) di Giovanni Veronesi.
Nel 2018 appare nello spot dei giochi olimpici di Tokyo 2020, realizzato dalla Toyota.

### Eventi
Pietrapertosa, insieme a Castelmezzano, ospita un'attrazione turistico-sportiva denominata Volo dell'angelo che unisce i due paesi per mezzo di due cavi d'acciaio su cui è possibile scivolare a 120 km orari ad un'altezza di circa 400 m.

### Letteratura
Pietrapertosa è citata nel romanzo L'istituto di Stephen King, indicata come la sede italiana di un'organizzazione governativa dedita allo sfruttamento della telepatia e telecinesi.

### Cucina
La cucina locale è molto semplice e piuttosto rustica, ma saporita. Sono molto utilizzati gli insaccati di maiale freschi, secchi, sotto vuoto, sott'olio o sotto sugna. Tipica la pasta fresca nelle svariate forme, qualità e tipo di impasto: orecchiette, cavatelli, ferretti, manate, lagane, pasta grattata. Piatti tipici sono anche il capretto o l'agnello arrostito alla brace, la pastorale, la rafanata e la cuccìa. Dolci tipici sono il sanguinaccio, i cauzuncill (piccoli panzerotti farciti con crema di castagne), le sfogliate con il sanguinaccio e con la ricotta, le scrippelle, le fazzemole e i v'scuott, i biscotti di Sant’Antonio, i  offerti a tutta la popolazione in occasione della festa del maggio.

## Economia

### Artigianato
Tra le attività più tradizionali vi sono quelle artigianali, legate alla cultura contadina e pastorale. Queste attività si distinguono per la lavorazione del legno finalizzata sia alla produzione di mobili sia di oggetti casalinghi, oltreché per l'intaglio a fini artistici.

## Infrastrutture e trasporti

### Strade
- Strada provinciale di Pietrapertosa
- Strada statale 407 Basentana

### Ferrovie
- Stazione di Campomaggiore-Pietrapertosa, sulla ferrovia Battipaglia-Potenza-Metaponto, sospesa al traffico viaggiatori dalla fine del 2006[17]